# Coyhaique (miasto)
Coyhaique (lub Coihaique) – miasto w południowym Chile, w górach Kordyliery Patagońskiej, w pobliżu granicy z Argentyną. Współrzędne geograficzne: 45°34′S 72°04′W/-45,566667 -72,066667. Ludność: 44,9 tys. (2002). Ośrodek administracyjny regionu Aisén del General Carlos Ibáñez del Campo. 
Miasto zostało założone w 1929. Rozwinęło się w latach 80. XX wieku, kiedy doprowadzono tutaj drogę Carretera Austral. Coyhaique jest ważnym ośrodkiem handlowym i turystycznym regionu.